# Iota Orionis
Désignations
Iota Orionis (ι Ori / ι Orionis) est l'étoile la plus brillante de l'épée d'Orion. Elle se trouve à la pointe de l'épée. Elle porte également les noms traditionnels Hatsya, ou en arabe, Na’ir al Saïf, qui signifie simplement « La brillante de l'épée ». Le nom Hatsya est officialisé par l'Union astronomique internationale le 5 septembre 2017.
Iota Orionis est un système quadruple dominé par une binaire spectroscopique massive possédant une orbite excentrique (avec une excentricité de 0,745) parcourue en 29,1 jours. La collision des vents stellaires de cette paire fait de ce système une source importante de rayons X.